# Mollia glabrescens
Mollia glabrescens là một loài thực vật có hoa thuộc họ Malvaceae theo nghĩa rộng (sensu lato). Trước đây nó từng được xếp trong họ Tiliaceae hoặc Sparrmanniaceae.

## Phân bố
Loài cây gỗ cao 12-15 m (40-50 pedalis) này có ở Guyana và miền nam Venezuela.